# Oceanwide Center
L'Oceanwide Center (aussi appelé 50 First Street et First and Mission) est un complexe de deux gratte-ciels, Oceanwide Center Tower 1 et Oceanwide Center Tower 2, en construction à San Francisco aux États-Unis. Les travaux sont en pause depuis 2019.

## Historique
Les parcelles situées autour du 50 First Street sont reclassées en 2012, dans le cadre du Transit Center District Plan en liaison avec le Transbay Transit Center, et rassemblées par le promoteur David Choo. Un plan est lancé en 2007 pour des tours allant jusqu'à 370 mètres et qui seraient conçues par l'architecte italien Renzo Piano. Choo est finalement contraint de vendre la propriété lors de la crise financière de 2008.
En 2013, TMG Partners et Northwood Investors acquièrent la propriété devant un tribunal des faillites pour 122 millions de dollars et engagent les agences Foster + Partners et Heller Manus Architects pour redessiner le projet,. En 2015, le fonds d'investissement China Oceanwide Holdings Group, basé à Pékin, achète la propriété pour 296 millions de dollars,. La cérémonie d'inauguration des travaux a lieu le 8 décembre 2016,.
La construction d'Oceanwide Center Tower 2 est suspendue en 2019 en raison de la situation économique. Celle d'Oceanwide Center Tower 1 est également été interrompue en 2020 en raison de la pandémie de COVID-19. En novembre 2019, le promoteur du projet, Oceanwide Holdings, annonce chercher un acheteur pour le complexe. Le site est saisi par les créanciers du groupe en 2021. De nouveau mis en vente en janvier 2022, le projet est toujours à l'arrêt en février 2023.

## Caractéristiques
La tour la plus haute, Oceanwide Center Tower 1, située au 50 First Street, devrait s'élever à 280 mètres et contenir 34 étages (94 000 m2) d'espaces de bureaux, situés sous 19 étages comprenant environ 111 appartements. La base de la tour comprendra une six étages d'espaces publics en plein air. La tour sera dotée d'un contreventement extérieur diagonal et se rétrécira vers le haut, rappelant le 875 North Michigan Avenue de Chicago. Si elle est achevée comme prévu, elle deviendra le deuxième bâtiment le plus haut de San Francisco après la Tour Salesforce, en dépassant la Transamerica Pyramid qui détient depuis sa construction en 1972 un record de hauteur.
La seconde tour, Oceanwide Center Tower 2, située au 512 Mission Street, devrait atteindre 191 mètres et abriter l'hôtel Waldorf Astoria San Francisco, avec 169 chambres sur les 21 premiers étages et environ 154 logements sur les 33 étages supérieurs,.